# Йорг Баберовскі
Йорг Баберовскі (нім. Jörg Baberowski, нар. 24 березня 1961 року, Радольфцелл ам Бодензее) — німецький історик Східної Європи, фахівець з історії сталінізму. Професор Східноєвропейської історії в Гумбольдському університеті Берліна.

## Біографія
У 1982 році закінчив гімназію в Гольцміндені. З 1982 по 1988 рік студіював у Геттінгенському університеті історію та філософію. В 1988 році одержав стіпінь магістра з роботою про політичну юстицію в останні роки російського царизму.
Згодом Баберовські працював на посаді наукового співробітника у семінарі Східноєвропейської історії Франкфуртського університету. Тут зимою 1993 року він захистив докторську дисертацію на тему «Автократія та юстиція». З весни 1993 року працює в Тюбінгенському університеті в Інституті Східноєвропейської історії, де в червні 2000 року захищає габілітаційну дисертацію «У пошуках однозначності» про сталінізм на Кавказі (Auf der Suche nach Eindeutigkeit). На основі цієї дисертації публікує книжку «Ворог скрізь. Сталінізм на Кавказі» (Der Feind ist überall. Stalinismus im Kaukasus). Працював дослідником в архівах Азербайджану, Фінляндії та Росії.
З квітня 2001 Баберовскі одержав тимчасове місце професора Східноєвропейської історії Лейпцизького університету. З жовтня 2002 року він професор кафедри Східноєвропейської історії Інституту історичних досліджень при Гумбольдтському університеті Берліна, з 2004 року до лютого 2006 року паралельно був директором цього інституту.

## Наукові праці
- Autokratie und Justiz. Zum Verhältnis von Rechtsstaatlichkeit und Rückständigkeit im ausgehenden Zarenreich 1864—1914, Frankfurt/M. (Klostermann) 1996. — ISBN 3-465-02832-5
- Der Feind ist überall. Stalinismus im Kaukasus, München (DVA) 2003. — ISBN 3-421-05622-6
- Der rote Terror. Die Geschichte des Stalinismus, 2. Auflage, München (DVA) 2004. — ISBN 3-421-05486-X
- Der Sinn der Geschichte. Geschichtstheorien von Hegel bis Foucault, München (Beck) 2005. — ISBN 3-406-52793-0 (Теорії історичних досліджень від Гегеля до Фуко)
- Jörg Baberowski und Anselm Doering-Manteuffel: Ordnung durch Terror. Bonn (Dietz) 2006, ISBN 3-8012-0368-9 (Порядок через терор)
- Zivilisation der Gewalt. Die kulturellen Ursprünge des Stalinismus. Humboldt-Universität zu Berlin: Antrittsvorlesung am 10. Juli 2003 – вступна лекція в Гумбольдському університеті “Цивілізація насильства. Культурні витоки сталінізму (нім.) [Архівовано 31 січня 2012 у Wayback Machine.]

## Праці в українському перекладі
- Йорґ Баберовскі, Червоний терор. Історія сталінізму, Київ: К. І. С. 2007. — 248 с.